# Orbea variegata
Espèce
Synonymes
- Stapelia variegata L.                     (1753)
- Stisseria variegata (L.) Kuntze            (1891)
- ------autres synonymes  "Heterotypique"
- Stapelia mixta 		Masson				 (1797).
- Stapelia orbiculata 		Donn			(1804) (nom sans description)
- Stapelia orbicularis 		Andrews			(1809).
- Stapelia conspurcata 		Willd.			(1806).
- Stapelia picta 		Donn ex Sims  			(1809).
- Stapelia planiflora var. marginata 	Willd.	        (1809).
- Orbea anguinea 		Haw.				(1812).
- Orbea bisulca 		Haw .				(1812).
- Orbea bufonia 		Haw.				(1812).
- Orbea curtisii 		Haw., 				(1812).
- Orbea mixta 		(Masson) Haw.				(1812).
- Orbea orbicularis 		(Andrews) Haw.				(1812).
- Orbea picta 		(Donn ex Sims) Haw .				(1812).
- Orbea quinquenervis 		Haw.				(1812).
- Orbea retusa 		Haw.				(1812).
- Orbea woodfordiana 		Haw.				(1812).
- Podanthes lepida 		Haw.				(1812) (nom sans description)
- Stapelia ophiuncula 		Haw.				(1812).
- Stapelia bufonia 		(Haw.) Jacq.				(1813).
- Stapelia clypeata 		Donn ex Jacq. 				(1813).
- Stapelia trisulca 		Donn ex Jacq.				(1813).
- Stapelia bufonis 		Sims				(1814), orth. var. (variation orthographique)
- Stapelia marginata 		(Willd.) Willd.				(1814).
- Stapelia obliqua 		Willd.				(1814).
- Stapelia anguinea 		(Haw.) Jacq.				(1817).
- Stapelia lepida 		Jacq.				(1817).
- Stapelia marmorata 		Jacq.				(1817).
- Stapelia normalis 		Jacq.				(1817).
- Stapelia planiflora 		Jacq.				(1817).
- Stapelia rugosa 		Donn ex Jacq.				(1817), nom. illeg.
- Orbea clypeata 	(Donn ex Jacq.) Haw.				(1819).
- Orbea inodora 		Haw.				(1819).
- Orbea lepida 		(Jacq.) Haw.				(1819).
- Orbea planiflora 		(Jacq.) Haw.				(1819).
- Stapelia beffoniana 		Schult. in J.J.Roemer & J.A.Schultes				(1820).
- Stapelia bifolia 		Schult. in J.J.Roemer & J.A.Schultes				(1820).
- Stapelia bisulca 		(Haw.) Donn ex Schult. in J.J.Roemer & J.A.Schultes				(1820).
- Stapelia curtisii 		(Haw.) Schult. in J.J.Roemer & J.A.Schultes 				(1820).
- Stapelia quinquenervis 		(Haw.) Schult. in J.J.Roemer & J.A.Schultes				(1820).
- Stapelia retusa 		(Haw.) Schult. in J.J.Roemer & J.A.Schultes				(1820).
- Stapelia woodfordiana 		(Haw.) Schult. in J.J.Roemer & J.A.Schultes				(1820).
- Orbea conspurcata 		(Willd.) Sweet		(1826).
- Orbea rugosa 		Sweet				(1826).
- Tromotriche obliqua 		(Willd.) Sweet		(1826).
- Stapelia atropurpurea 		Salm-Dyck		(1834).
- Stapelia bidentata 		Salm-Dyck		(1834) (nom sans description)
- Stapelia limosa 		Salm-Dyck		(1834).
- Orbea marginata 		(Willd.) G.Don		(1837).
- Orbea marmorata 		(Jacq.) G.Don			(1837).
- Orbea normalis 		(Jacq.) G.Don				(1837).
- Tridentea rugosa 	(Sweet) G.Don				(1837).
- Orbea trisulca 		G.Don ex Steud.				(1841), not validly publ.
- Stapelia monstrosa 		Steud.				(1841), not validly publ.
- Stapelia inodora 		(Haw.) Decne. in A.P.de Candolle	(1844).
- Stapelia atrata 		Tod.				(1877).
- Stapelia deflexa 		Tod.				(1877), nom. illeg.
- Stapelia scutellata 		Tod.				(1877).
- Stapelia horizontalis 		N.E.Br.				(1890).
- Stapelia variegata var. bufonia 		(Haw.) N.E.Br.	(1890).
- Stapelia variegata var. curtisii 		(Haw.) N.E.Br.	(1890).
- Stapelia variegata var. pallida 		N.E.Br.				(1890).
- Stisseria anguinea 		(Haw.) Kuntze				(1891).
- Stisseria atropurpurea 		(Salm-Dyck) Kuntze				(1891).
- Stisseria bisulca 		(Haw.) Kuntze				(1891).
- Stisseria bufonia 		(Haw.) Kuntze				(1891).
- Stisseria clypeata 		(Donn ex Jacq.) Kuntze				(1891).
- Stisseria conspurcata 		(Willd.) Kuntze				(1891).
- Stisseria curtisii 		(Haw.) Kuntze				(1891).
- Stisseria inodora 		(Haw.) Kuntze				(1891).
- Stisseria lepida 		(Jacq.) Kuntze				(1891).
- Stisseria marginata 		(Willd.) Kuntze				(1891).
- Stisseria marmorata 		(Jacq.) Kuntze				(1891).
- Stisseria mixta 		(Masson) Kuntze				(1891).
- Stisseria normalis 		(Jacq.) Kuntze				(1891).
- Stisseria obliqua 		(Willd.) Kuntze				(1891).
- Stisseria orbicularis 		(Andrews) Kuntze					(1891).
- Stisseria picta 		(Donn ex Sims) Kuntze					(1891).
- Stisseria planiflora 		(Jacq.) Kuntze					 (1891).
- Stisseria quinquenervis 		(Haw.) Kuntze					 (1891).
- Stisseria retusa 		(Haw.) Kuntze					 (1891).
- Stisseria woodfordiana 	(Haw.) Kuntze					 (1891).
- Stapelia scylla 		Sprenger					(1894).
- Stapelia atrata var. proboscidea 		Rüst 					(1896).
- Stapelia atrata var. rufescens 		Dammann ex Rüst					(1896).
- Stapelia atrata var. tigrina 		Rüst					(1896).
- Stapelia atropurpurea var. pan 		Rüst					(1896).
- Stapelia atropurpurea var. rosea 		Rüst					(1896).
- Stapelia ciliolulata 		Tod. ex Rüst					(1896).
- Stapelia hispida 		Horn ex Rüst					(1896).
- Stapelia natalensis 		Rüst					(1896).
- Stapelia rugosa var. coronata 		Rüst					(1896).
- Stapelia variegata var. prometheus 		Dammann ex Rüst					(1896).
- Stapelia putida 		A.Berger					(1905).
- Stapelia variegata var. atrata 		(Tod.) N.E.Br. in W.H.Harvey & auct. suc. (eds.)					(1909).
- Stapelia variegata var. atropurpurea 		(Salm-Dyck) N.E.Br. in W.H.Harvey & auct. suc. (eds.)					(1909).
- Stapelia variegata var. brevicornis 		N.E.Br. in W.H.Harvey & auct. suc. (eds.)					(1909).
- Stapelia variegata var. clypeata 		(Donn ex Jacq.) N.E.Br. in W.H.Harvey & auct. suc. (eds.)					(1909).
- Stapelia variegata var. conspurcata 		(Willd.) N.E.Br. in W.H.Harvey & auct. suc. (eds.)					(1909).
- Stapelia variegata var. horizontalis 		(N.E.Br.) N.E.Br. in W.H.Harvey & auct. suc. (eds.)					(1909).
- Stapelia variegata var. laeta		 N.E.Br. in W.H.Harvey & auct. suc. (eds.)					(1909).
- Stapelia variegata var. marginata 		(Willd.) N.E.Br. in W.H.Harvey & auct. suc. (eds.)					(1909).
- Stapelia variegata var. marmorata 		(Jacq.) N.E.Br. in W.H.Harvey & auct. suc. (eds.)					(1909).
- Stapelia variegata var. mixta		 (Masson) N.E.Br. in W.H.Harvey & auct. suc. (eds.)					(1909).
- Stapelia variegata var. picta 	(Donn ex Sims) N.E.Br. in W.H.Harvey & auct. suc. (eds.)					(1909).
- Stapelia variegata var. planiflora 		(Jacq.) N.E.Br. in W.H.Harvey & auct. suc. (eds.) 					(1909).
- Stapelia variegata var. retusa 		(Haw.) N.E.Br. in W.H.Harvey & auct. suc. (eds.)					(1909).
- Stapelia variegata var. rugosa		 (Sweet) N.E.Br. in W.H.Harvey & auct. suc. (eds.)					(1909).
- Stapelia variegata var. trisulca		(Donn ex Jacq.) N.E.Br. in W.H.Harvey & auct. suc. (eds.)					(1909).
- Stapelia rosea 		(Rüst) A.Berger					(1910).
- Stapelia rufescens		(Dammann ex Rüst) A.Berger					(1910).
- Stapelia tigrina 		(Rüst) A.Berger					(1910). not validly publ.
- Stapelia variegata var. normalis 		(Jacq.) A.Berger					(1910).
- Stapelia variegata f. putida		 (A.Berger) A.Berger					(1910).
- Stapelia variegata var. asparagensis		H.Jacobsen					(1933).
- Ceropegia mixta		(Masson) Bruyns					(2017)[1].

Orbea variegata est une espèce de plante à fleurs de la famille des Apocynaceae.

## Description
Orbea variegata est originaire de la ceinture côtière du Cap-Occidental, en Afrique du Sud, en croissance active au cours de la saison des pluies en hiver. Sa croissance est 10 cm en hauteur pour 50 cm de large, c'est une vivace succulente sans feuilles avec une tige comme un cactus, avec une apparence de dents sur la tiges très variable, mais sans épines , la fleur est en forme d'étoile, de couleur blanc cassé ou jaune fortement tachetée de marron, jusqu'à 8 cm de diamètre. Les fleurs peuvent montrer des marquages en bandes régulières, ou irrégulières. Elles sont à cinq branches aux lobes arrondis autour d'un centre, de forme pentagonale, la couronne (corona). Chaque plante peut produire jusqu'à cinq fleurs. Les fleurs peuvent avoir une subtile odeur de charogne pour attirer des insectes pollinisateurs.
Cette plante est très populaire en culture, et est souvent vendue sous son ancien nom de Stapelia variegata. Elle a beaucoup de noms communs, y compris : étoiles de mer, cactus étoile de mer, fleurs de charogne, plante crapaud. Elle n'est pas étroitement liée à la véritable famille des cactus.
Lorsqu'elle est cultivée comme plante ornementale dans les zones tempérées, elle nécessite une protection, car elle ne tolère pas des températures négatives. Il est préférable de la cultiver sous serre, dans des conditions similaires aux cactus.
Le nombre impressionnant de synonymes, plus d’une centaine, prouve aussi l’intérêt qu’elle a suscité chez les botanistes, au moins depuis 1797.
C'est une espèce invasive dans le sud de l'Australie.

## Galerie

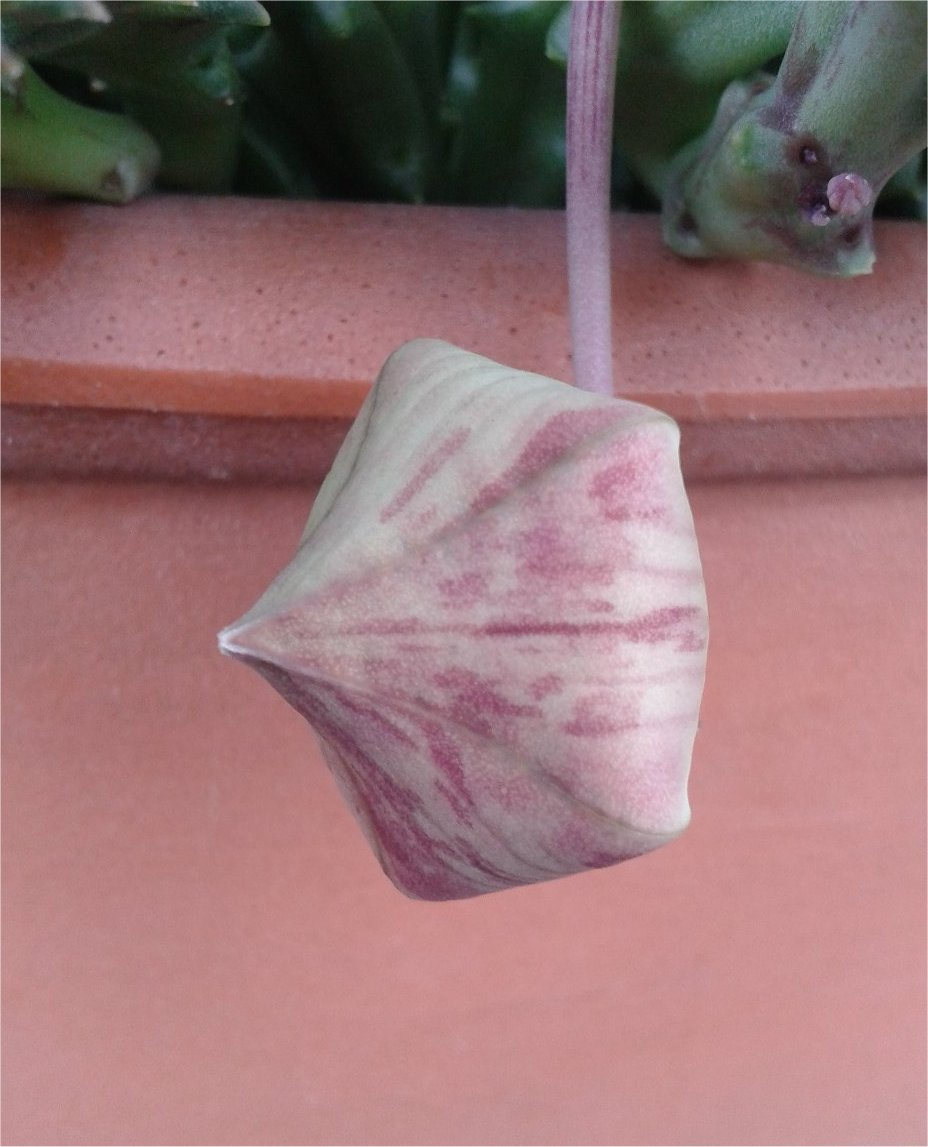
Bouton floral.
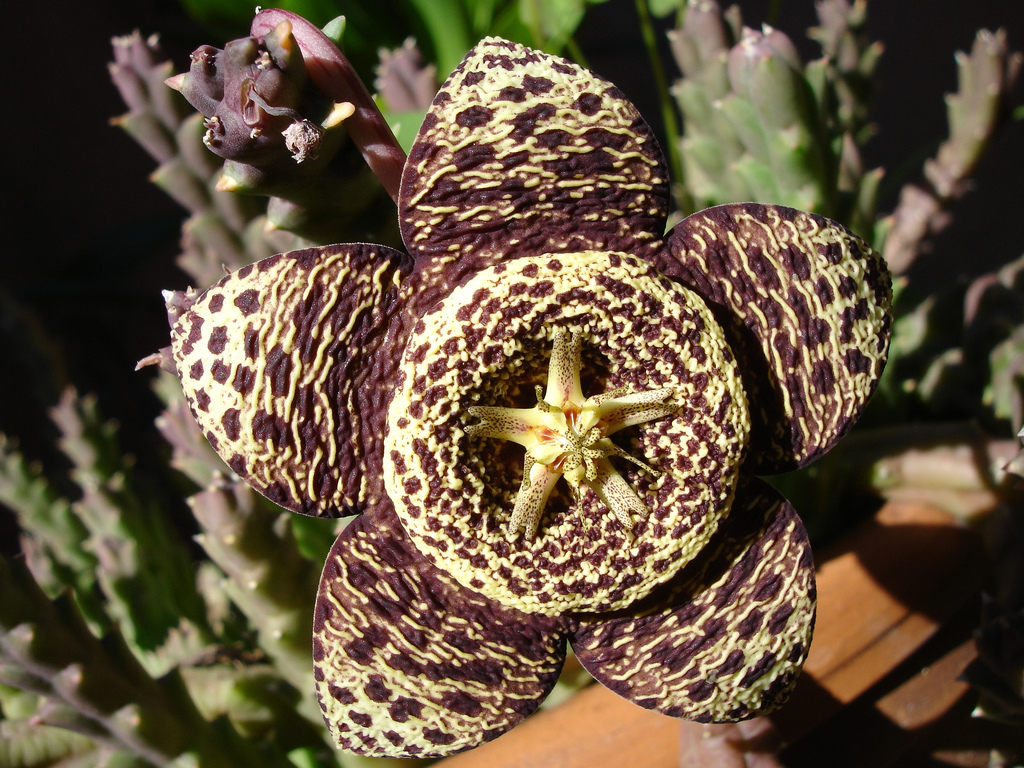
Fleur montrant des marquages réguliers.
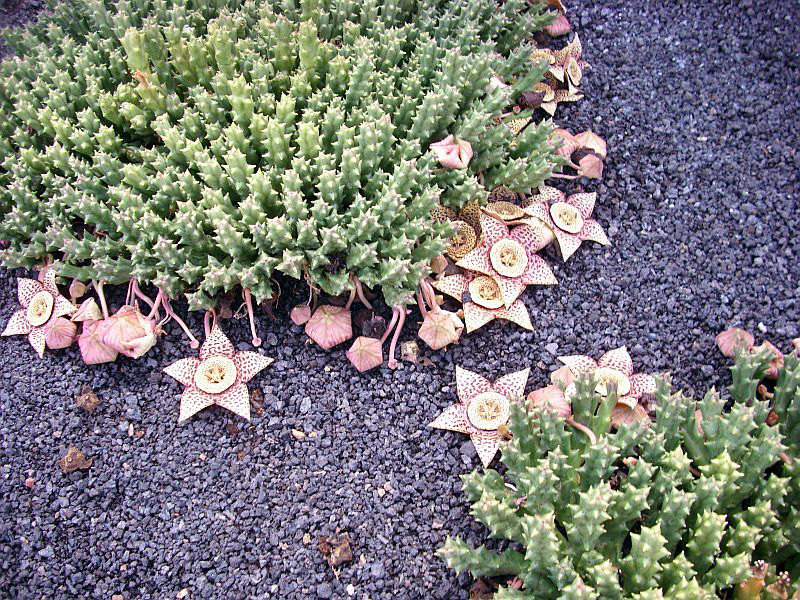
colonie mature.
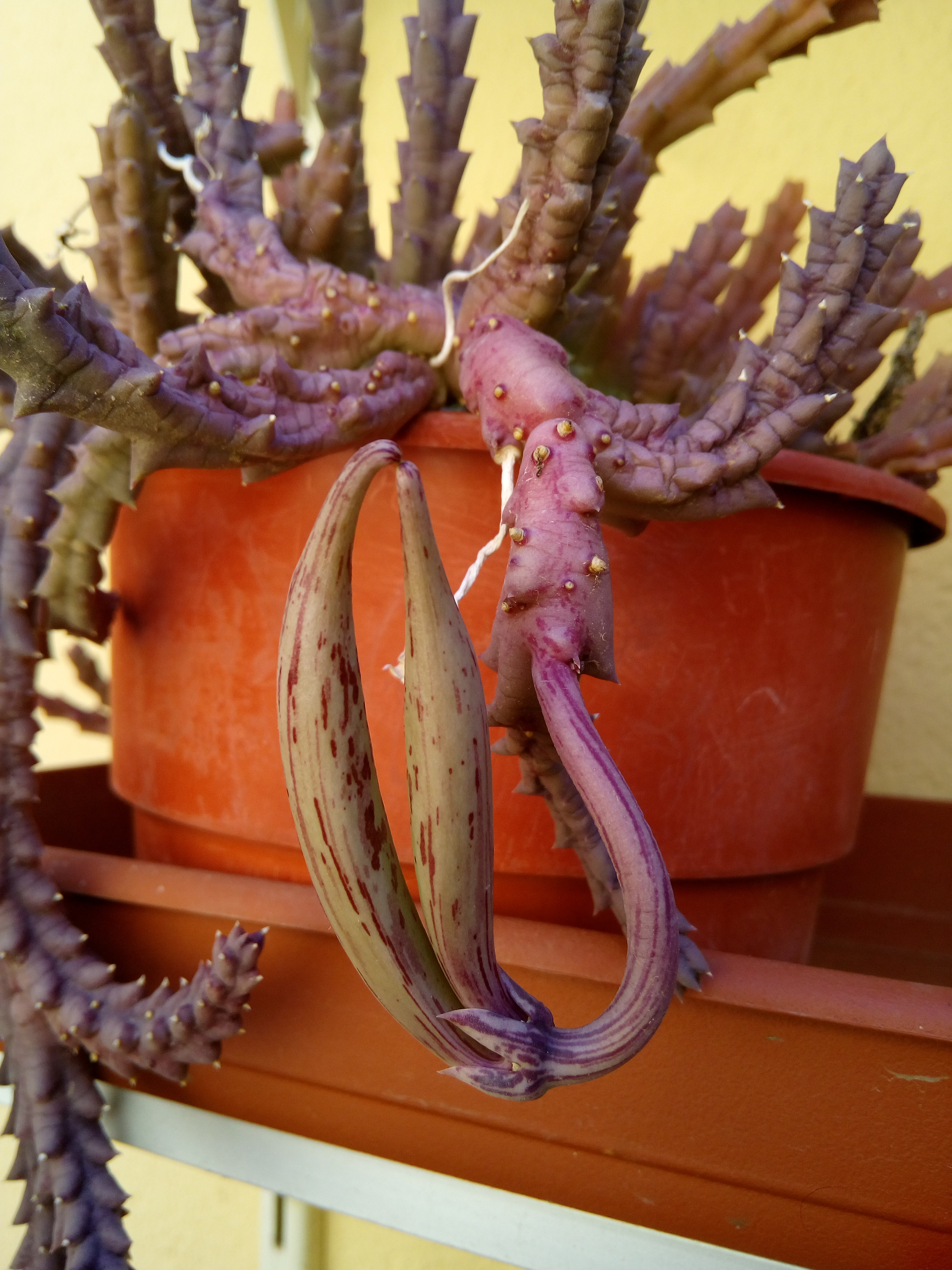
Fruit.